# آدا ليو
آدا ليو (بالصينية: 柳岩) هي مغنية وممثلة صينية، ولدت في 8 نوفمبر 1980 بهنغيانغ في الصين.

## وصلات خارجية
- آدا ليو على موقع IMDb (الإنجليزية)
- آدا ليو على موقع قاعدة بيانات الفيلم (الإنجليزية)